# Gouvernorats du Koweït
Le Koweït est divisé en six gouvernorats (muhafazat, au singulier - muhafazah) :
| Al Ahmadi         | Al Ahmadi         | 5 120  | 393 861   | 1946 de Al Asimah    |
| Al Asimah         | Al Kuwait         | 200    | 568,567   | muhafazat original   |
| Al Farwaniyah     | Al Farwaniyah     | 190    | 622 123   | 1988 de Al Asimah    |
| Al Jahra          | Al Jahra          | 12 130 | 272 373   | 1979 de Al Asimah    |
| Hawalli           | Hawalli           | 84     | 487 514   | muhafazat original   |
| Mubarak Al-Kabeer | Mubarak Al-Kabeer | 94     | 176 519   | Nov. 1999 de Hawalli |
| Koweït            | Koweït            | 17 818 | 2 213 403 |                      |
| 1. 2. 3.          |                   |        |           |                      |